# クリストファー・ベイリー
クリストファー・ベイリー（Christopher Bailey、MBE、1971年 - ）は、イギリス出身のファッションデザイナー。2018年春まで、バーバリーのCEO と最高クリエイティブ・ディレクターを務めた。現在のモードシーンにおいて、最も影響力のあるデザイナーの1人である。

## 経歴
ウェスト・ヨークシャーのハリファックス出身。父親は大工、母親はマークス・アンド・スペンサーでウィンドウの飾りつけを担当していた。姉と二人兄弟。
1990年、ウェストミンスター大学ファッションデザイン学科卒業。その後、イギリスの名門ロイヤル・カレッジ・オブ・アートへ進学。1994年にロイヤル・カレッジ・オブ・アートでファッションの修士号を取得し、卒業後ニューヨークへ渡りダナ・キャランのアトリエで働き始める。
1996年にトム・フォード時代のグッチに移り、レディース部門のシニアデザイナーに抜擢。2001年からは、前任者ロベルト・メニケッティから引き継ぐ形で、バーバリーのハイエンド・ブランドである「バーバリー・プローサム」のメンズ・レディース両方のクリエイティブ・ディレクターを務めている。2005年には、イギリスにおいて最優秀デザイナー（British Fashion Designer of the Year）を受賞。2009年からはチーフ・クリエイティブ・オフィサーの肩書を得、同社全体を横断的に統括している。2018年3月に役職を離れ、12月に退社予定。

## 人物
快活で気さくに感じよく振る舞う人物として知られる。ヨークシャー訛りを誇りにしている。MIU MIUのデザイナーだったGeert Cloetと長く付き合っていたが、2005年に癌性の脳腫瘍で彼を失う。現在のパートナーは俳優のサイモン・ウッズで、婚約中。